# Наголоватки товстонасінні
Наголоватки товстонасінні, юринея товстосім'янкова (Jurinea pachysperma) — вид рослин роду юринея.

## Ботанічний опис
Багаторічна рослина висотою 35–55 см.
Суцвіття — кошики, обгортки з густим павутинистим запушенням, довжиною 15–20 мм, жовтуваті. Віночки рожево-пурпурові, довжиною 12-17 мм.
Плоди — сім'янки, обернено-пірамідальні, довжиною 4–4,5 мм, шириною 2,5–3,5 мм.
Цвіте у травні-червні.

## Поширення в Україні
Ендемік, зустрічається у Кременецьких горах (територія Національного парку "Кременецькі гори"). Росте на кам'янистих схилах.